# Dálnice M44 (Maďarsko)
Dálnice M44 (maďarsky M44-es autóút) je rychlostní silnice v Maďarsku. Její první část byla vystavěna v roce 2019, v roce 2021 byly zprovozněny další kilometry. V současnosti spojuje města Tiszakécske, Kunszentmárton, Szarvas, Kondoros a Békéscsaba, v budoucnosti bude vycházet z dálnice M5 a bude spojovat město Kecskemét s Békéscsabou. Na dálnici bude navazovat další pozemní komunikace až k rumunským hranicím. 